# Sauber C36
De Sauber C36 is een Formule 1-auto die gebruikt wordt door het team van Sauber in het seizoen 2017. Het is de enige auto van het jaar die met een oude motor, een Ferrari uit 2016, aan het seizoen deelneemt.

## Onthulling
De C36 werd op 20 februari 2017 onthuld door middel van het plaatsen van foto's op het internet. De auto wordt bestuurd door Marcus Ericsson, die zijn derde seizoen met het team ingaat, en Pascal Wehrlein, die overkomt van het team van Manor als vervanger van Felipe Nasr. Tijdens de Race of Champions in januari maakte Wehrlein echter een zware crash mee, waarvan hij voor aanvang van de eerste Grand Prix in Australië nog niet voldoende was hersteld. Hierdoor moest hij de eerste twee races missen en werd hij vervangen door Antonio Giovinazzi.

## Resultaten
| Kleur  | Resultaat                              |
| ------ | -------------------------------------- |
| Goud   | Winnaar                                |
| Zilver | Tweede plaats                          |
| Brons  | Derde plaats                           |
| Groen  | Gefinisht (punten behaald)             |
| Blauw  | Gefinisht (geen punten behaald)        |
| Blauw  | Niet geklasseerd (NC)                  |
| Paars  | Uitgevallen (DNF)                      |
| Rood   | Niet gekwalificeerd (DNQ)              |
| Zwart  | Gediskwalificeerd (DSQ)                |
| Wit    | Niet gestart (DNS)                     |
| Blanco | Gewond (INJ)                           |
| Blanco | Uitgesloten (EX)                       |
| Blanco | Teruggetrokken (WD) / Niet deelgenomen |
| P      | Poleposition                           |
| S      | Snelste ronde                          |

| Jaar | Chassis    | Motor       | Banden | Coureurs           | 1   | 2   | 3   | 4   | 5   | 6   | 7   | 8   | 9   | 10  | 11  | 12  | 13  | 14  | 15  | 16  | 17  | 18  | 19  | 20  | Punten | WK-plaats |
| ---- | ---------- | ----------- | ------ | ------------------ | --- | --- | --- | --- | --- | --- | --- | --- | --- | --- | --- | --- | --- | --- | --- | --- | --- | --- | --- | --- | ------ | --------- |
| 2017 | Sauber C36 | Ferrari 061 | P      |                    | AUS | CHN | BHR | RUS | SPA | MON | CAN | AZE | OOS | GBR | HON | BEL | ITA | SIN | MAL | JPN | VST | MEX | BRA | ABU | 5      | 10        |
| 2017 | Sauber C36 | Ferrari 061 | P      | Marcus Ericsson    | DNF | 15  | DNF | 15  | 11  | DNF | 13  | 11  | 15  | 14  | 16  | 16  | 18  | DNF | 18  | DNF | 15  | DNF | 13  | 17  | 5      | 10        |
| 2017 | Sauber C36 | Ferrari 061 | P      | Antonio Giovinazzi | 12  | DNF |     |     |     |     |     |     |     |     |     |     |     |     |     |     |     |     |     |     | 5      | 10        |
| 2017 | Sauber C36 | Ferrari 061 | P      | Pascal Wehrlein    | ND  |     | 11  | 16  | 8   | DNF | 15  | 10  | 14  | 17  | 15  | DNF | 16  | 12  | 17  | 15  | DNF | 14  | 14  | 14  | 5      | 10        |
| Jaar | Chassis    | Motor       | Banden | Coureurs           | 1   | 2   | 3   | 4   | 5   | 6   | 7   | 8   | 9   | 10  | 11  | 12  | 13  | 14  | 15  | 16  | 17  | 18  | 19  | 20  | Punten | WK-plaats |

* Het huidige seizoen
Ferrari SF70H ·
Force India VJM10 ·
Haas VF-17 ·
McLaren MCL32 ·
Mercedes F1 W08 EQ Power+ ·
Red Bull RB13 ·
Renault R.S.17 ·
Sauber C36 ·
Toro Rosso STR12 ·
Williams FW40